# Resolutie 305 Veiligheidsraad Verenigde Naties
Resolutie 305 van de Veiligheidsraad van de Verenigde Naties is een resolutie die door de leden van de
VN-Veiligheidsraad unaniem werd aangenomen in 1971. Dat gebeurde op de 1612ste
vergadering van de Raad op 13 december.

## Achtergrond
In 1964 hadden de VN de UNFICYP-vredesmacht op Cyprus gestationeerd na het geweld tussen de twee bevolkingsgroepen op het eiland. Deze was tien jaar later nog steeds aanwezig toen er opnieuw geweld uitbrak nadat Griekenland een staatsgreep probeerde te plegen en Turkije het noorden van het eiland bezette.

## Inhoud
De Veiligheidsraad:
- Merkt op dat de secretaris-generaal, in zijn rapport, een vredesmacht nog steeds noodzakelijk vindt;
- Merkt op dat de regering van Cyprus het, gezien de heersende omstandigheden, noodzakelijk acht de VN-vredesmacht voort te zetten na 15 december 1971;
- Merkt, in recente rapporten, de situatie op het eiland op;

1. Bevestigt de resoluties 186, 187, 192, 194, 198, 201, 206, 207, 219, 220, 222, 231, 244, 247, 254, 261, 266, 274, 281, 291 en 293 en bevestigt de consensus uitgedrukt door de president van de 1143ste en 1383ste vergadering;
2. Roept de betrokken partijen op om terughoudend te handelen, naar de resoluties van de VN-veiligheidsraad.
3. Verlengt de aanwezigheid van VN-vredestroepen in Cyprus, resolutie 186 (1964), met zes maanden, eindigend op 15 juni 1972, in de verwachting dat er tegen die tijd voldoende vooruitgang zal zijn geboekt in het toewerken naar een eindoplossing, zodat de macht kan worden teruggetrokken of aanzienlijk verminderd.

## Verwante resoluties
- Resolutie 315 Veiligheidsraad Verenigde Naties
- Resolutie 324 Veiligheidsraad Verenigde Naties

Lijst ·  292 ·  293 ·  294 ·  295 ·  296 ·  297 ·  298 ·  299 ·  300 ·  301 ·  302 ·  303 ·  304 ·  305 ·  306 ·  307